# Molnár Ferenc (kunkapitány)
Jászberényi Molnár Ferenc (Jászberény, 1729 – ?) ügyvéd és a kunok kapitánya.

## Élete
Középiskoláit szülővárosában végezte; a jogot Egerben tanulta. Azután királyi táblai ügyvéd lett és 1764-65-ben Pesten ügyvédi gyakorlatot folytatott, majd a Szirmay grófok jószágainak igazgatója lett. Később a jász és kun kerületi törvényszék bírája és a kis-kunoknak kapitánya volt.
A jászberényi Jász Múzeumban őrzött elefántcsont kürtöt először Molnár Ferenc azonosította Lehel kürtjeként 1788-ban megjelent füzetében, ő állította, hogy a kürt akkor csorbulhatott ki, amikor a vezér agyonütötte vele „Konrád császárt”. Molnár Ferenc e mende-mondája úgy meggyökeresedett a köztudatban, hogy ki sem lehetett irtani; pedig Décsy Antal már 1814-ben tiltakozott ellene.

## Munkái
- Patvarista novitius, cum principali, de rebus politico-civili & statistico-moralibus, in gratiam inclitae juventutis hungaricae dialogice inductus. Agriae, 1762.
- Jász-Berény várossában lévő Leel kürthének, vagy jász-kürtnek esmérete. Két rézbe vágott rajzolatokkal. Bécs és Pozsony, 1788. (2. kiadás. Pest, 1803., 3. k. Pest, 1808., 3. helyesebben 4. k. Pest, 1838. Latinul: Bécs, 1789., 2. k. Pest, 1803., 3. k. Pest, 1808. A rézmetszeteket fia M. Antal rajzolta és metszette).
- Magyar Kátó, Melly a magyar rósás versetskékben tölt magyaroknak kedvekért ki-bocsájtatott, és némelly magyar köz-példa-beszédekkel a második részben meg bővíttetett. Bécs és Pozsony, 1789. (Ism. Jász-Nagykun-Szolnok 1884. 12. sz.).

### Kéziratban maradt
- Jászberény leirása és Bona cardinalis kézi könyvének magyar fordítása versekben.